# Bogodol
Bogodol je naseljeno mjesto u gradu Mostaru, Federacija Bosne i Hercegovine, BiH.

## Zemljopis
Sa sjevera obronci planine Čabulje (Kuki, Vilinkosa, Ćavarova kosa, Plesno, Kulica, Trostruke drage). S juga brdo Bile (Grozdac, Samograd, za Krš), s jugozapada brdo Voštica (ime dolazi od staroslavenske rijeci Voštok što znači istok, pa su joj vjerojatno Crnčani dali ime jer je njima s istočne strane). Sa zapada Pavlova Jela (dobila ime po harambaši Pavlu Milanoviću kojeg su Turci ubili i objesili o jeli).
S istočne strane selo Goranci u kojoj je i katolička župna crkva, sa zapadne strane selo Gornji Crnač, s juga sela Gornji Gradac i Gostuša, a sa sjevera selo Gornja Drežnica.

## Povijest
Sredinom 18. stoljeća crnogorske nomadske obitelji Bojanić, pa zatim Ivanišević i Matković doseljavaju u Bogodol, Međine i Provo, naselja s desne strane ceste Mostar - Široki Brijeg, a krajem 18. stoljeća potomci hrvatskih obitelji Čuljak, Prskalo i Vrljić. Hrvati iz Bogodola se već u 19. stoljeću dalje raseljavaju u Ramu, Uskoplje, Bugojno... 
Početkom 20. stoljeća mnogi odlaze u Sjedinjene Američke Države (najmanje dvadesetak neoženjenih momaka). Između prvog i drugog svjetskoga rata nekoliko obitelji iseljava u sjevernu Bosnu i Slavoniju. Za vrijeme Drugoga svjetskog rata stradao je velik broj Srba od ustaša, a Hrvata od četnika, a još veći broj je stradao na kraju rata od partizana. No, ta ubojstva činile su uvijek vojske sa strane, susjedi su se u glavnom poštovali i međusobno štitili. Zbog toga ubojstva nisu eskalirala do kraja. 
Fra Zlatko Sivrić bio je svjestan što se sprema. Pošao je do provincijala Kreše Pandžića upoznati ga s onim što je namjeravao učiniti. Provincijal ga je odvraćao, bojeći se za njegov život.  27. lipnja 1941. godine u noći netko je pokucao na vrata župnoga stana u Mostarskom Gracu. U mrkloj ratnoj noći nije se moglo znati namjere nepoznatog posjetitelja. Kad su mu rekli da nose poruku širokobriješkog gvardijana fra Didaka, otvorio im je vrata. Dvojica mladića predala su mu pismo u kojem je pisalo “Fra Zlatko, dolazi odmah! Ustaše su odvele tvoje Srbe, tvoje župljane!” Fra Zlatko je otišao u štalu, opremio konja i što je brže mogao pošao ka Širokom Brijegu i fra Didaku. Desetak kilometara puta poslije stigao je na Široki Brijeg gdje ga je dočekao fra Didak. Cijelu noć nisu mogli od zaspati od uznemirenosti. Rano ujutro pošli su Duhanske stanice i svojih župljana. Žestoko se prepirao s ustašom na kapiji i rekao da samo preko njega mrtva mogu učiniti ono što su naumili te da se bez svojih župljana ne vraća. Na svoju je ruku otvorio kapiju i povikao “Moji župljani, pođite za mnom!”. Sve je prošlo bez oružanog incidenta. Vratio se nazad na konju i tih 78 župljana svih dobi za njim. Srbi mu nisu zaboravili. 1943. u taj kraj došli su Talijani s četnicima. Jedna grupa četnika je došla preko Žovnice – Graca, druga je prošla preko Goranaca – Polja, treća je otišla ka Ljubuškom. Kad su se vratili, došli su u Knešpolje. Svi Srbi su izišli na Žvatić i na Ovojce. Izišla je i rodbina. Četnicima su rekli da ih je spasio fra Zlatko Sivrić te da ne smiju Hrvatima ništa učiniti, niti ući hrvatske kuće i da ako im što treba neka traže od njih. "Nama ovdje nije pala ni dlaka s glave zahvaljujući njima, stoga ni vi njima ne smijete ništa učiniti.". Nije bilo nekog masakra poslije. Kad su prešli Gorance na Čabulji ubili su četnici tri čovjeka iz Bogodola, a od župljana na Risovcu je ubijeno od četnika 12 ili 18 župljana te nekoliko ljudi ubijeno na Barama.
Nakon Drugog svjetskoga rata dolazi do iseljavanja: Srbi širom Vojvodine, a Hrvati većinom u Slavoniju (Stari Slatinik, Donji Andrijevci, Šiškovci...) i u Srijem (Morović...). Krajem pedesetih Bogodol postaje žrtva ruralno-urbane migracije. 
Mnogo mladih krajem 1950-ih, tijekom 1960-ih i 1970-ih napušta selo i nastanjuje se u Mostaru, udaljenom 21 km od Bogodola. Današnje mostarsko predgrađe s naseljima Cim, Ilići, Bijeli Brijeg, Vihovići i Orlac su uglavnom naseljeni Bogodoljani, tako da su nekadašnji seoski susjedi postali susjedi u gradu. 
Zbog nedostatka zapošljavanja 1960-ih i 1970-ih nastaje iseljavanje i odlazak na privremeni rad u srednju i zapadnu Europu, najviše u Njemačku i Austriju. To "privremeno" postalo je stalno, tako da danas Bogodoljani žive rasuti diljem Europe, Australije i Amerike.

## Stanovništvo
| Bogodol            |       |
| godina popisa      | 1991. |
| Hrvati             | 161   |
| Srbi               | 112   |
| Muslimani          | 0     |
| Jugoslaveni        | 0     |
| ostali i nepoznato | 1     |
| ukupno             | 274   |

| Bogodol            |       |
| godina popisa      | 2013. |
| Hrvati             | 148   |
| Srbi               | 0     |
| Bošnjaci           | 0     |
| ostali i nepoznato | 0     |
| ukupno             | 148   |

## Znamenitosti
Pripada župi Gorancima, osnovanoj 27. travnja 1871. godine. Danas je u sastavu Mostarsko-duvanjske biskupije. U selu se nalazi kip Sv. Ante izgrađen oko 1938. godine. Filijalna katolička crkva Sv. Ante Padovanskog izgrađena je 1965. godine. U selu su šest groblja: Najstarije je groblje Križi, staro oko 750 godina. Od novijih katoličkih groblja nastarije je Dražansko (koje je postojalo i prije dolaska sadašnjih stanovnika, krajem 18. stoljeća, tako da je oltar zatečen, samo je kasnije krov promijenjen). Kratko prije drugog svjetskoga rata osnovana su Vrljića groblje i Ladinsko groblje. Krajem sedamdesetih nastalo je groblje kod crkve Sv. Ante u Bogodolu Antasovica groblje. 
Pravoslavno groblje se nalazi na ulazu u selo, gdje se sve do rata rata nalazila i pravoslavna crkva koja je izgrađena 1936. godine. Groblje je osnovano sredinom 18. stoljeća na ovom mjestu. A prije ovog svaka pravoslavna obitelj je imala svoje groblje. Najstarije je bilo Ivaniševića groblje kod Ivaniševića. Tomića pod gomilom koje su sami osnovali pri dolasku u ove krajeve. Prvi sahranjeni u novom grobllju je bio Jovo Bojanić Hajduk.
Seoska škola je 1950. godine od seljana izgrađena blizu crkve Sv. Ante, no zbog iseljavanja u Slavoniju, grad Mostar i u inozemstvo škola je zatvorena 80-tih godina.
Iz ilirskog razdoblja sačuvane su kamene gomile. Velika i mala Bandurica (zapravo Pandurica od Pandur-stražar).

## Poznate osobe
- Stojan Vrljić, sveučilišni profesor (1950. – 2012.)